# Velum (forma chmury)

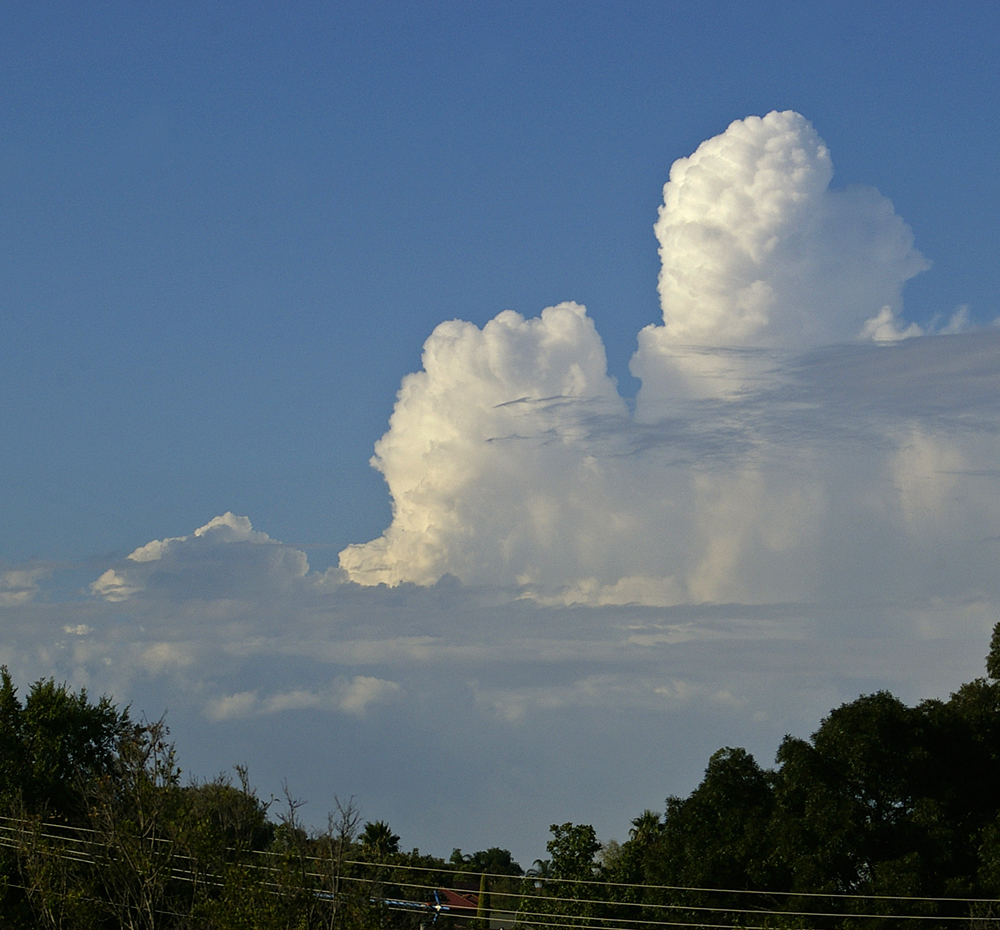
Cumulus congestus przebił stabilną warstwę niżej położonej chmury velum, widocznej jako ciemniejsze pasy chmur, częściowo przysłaniające chmurę macierzystą

velum (vel) (łac. żagiel, zasłona, firanka) – forma chmury poziomej towarzysząca chmurom Cumulus i Cumulonimbus. Znajduje się nad wierzchołkiem chmur kłębiastych lub przylega do niego, a gdy chmura macierzysta przebije ją (co zazwyczaj się dzieje) – może przylegać do jej środkowej albo dolnej części. Chmury velum w przeciwieństwie do chmur pileus powstają w warstwie stabilnego, wilgotnego powietrza unoszonego przez prądy konwekcyjne wewnątrz głównej chmury. Mogą one istnieć nawet, gdy chmura macierzysta zanika.